# Ligularia potaninii
Ligularia potaninii là một loài thực vật có hoa trong họ Cúc. Loài này được (C.Winkl.) Ling mô tả khoa học đầu tiên năm 1937.